# 斯托納姆數
斯托納姆數（Stoneham numbers）是一種特別的實數，得名自數學家李查·斯托納姆（Richard G. Stoneham, 1920–1996）。對於互質且大於1的整數b和c，可以定義斯托納姆數αb,c 如下：
{\displaystyle \alpha _{b,c}=\sum _{n=c^{k}>1}{\frac {1}{b^{n}n}}=\sum _{k=1}^{\infty }{\frac {1}{b^{c^{k}}c^{k}}}}
斯托納姆在1973年證明只要c為奇質數，且b是c2的原根，則斯托納姆數是以b為底的正規數。Bailey和Crandall在2002年證明若b, c > 1 且互質，αb,c就會是以b為底的正規數。